# Festival OFF de Québec
Le Festival OFF de Québec est un festival de musique spécialisé dans la musique émergente. Cet événement a lieu chaque année à Québec durant le mois de juillet pendant le Festival d'été de Québec. Les spectacles de ce festival sont presque tous gratuits, ils se déroulent dans les petites salles et sur les places publiques de la ville.

## Historique
Fondé en 2004, le Festival OFF est une idée du programmateur Bastien Gagnon-Lafrance et de Martin Tétu[réf. souhaitée]. Pour l'organisation d'un tel événement, l'association Action Culture (avec Neal Morgan) s'y est jointe. Ce festival est né d'une part du désir de plusieurs jeunes artistes de Québec d'avoir une tribune pour travailler dans cette ville, et d'autre part, de l'intérêt des organisateurs pour la découverte et la promotion de nouveaux talents[non neutre].
La première édition en 2004 est accueillie favorablement par le public et les médias, avec des artistes comme Akufen, Patrick Watson et les Breastfeeders.
Ce festival à Québec s'est accrue grâce à une plus forte implication en 2005,, et 2006 des artistes émergents de la région, des médias et du public, en plus d'artistes reconnus comme Kid Koala, DJ Champion, Buck 65, Martha Wainwright et Nicolas Repac.
L'édition 2007 s'ouvre à des artistes venant d'autres régions du Canada comme The Museum Pieces ou de France comme Didier Super.

## Fonctionnement
Le Festival OFF de Québec est un organisme à but non lucratif. Il vise à promouvoir les artistes de la relève musicale de Québec ou d'ailleurs. Il se déroule en même temps que le Festival d’été de Québec, et a donc l'avantage de favoriser les rencontres entre les producteurs québécois et étrangers déjà présents sur place et les artistes émergents de la région.
Les organisateurs privilégient les petites salles afin de favoriser le contact entre le public et les artistes. Plusieurs petites salles de Québec participent à l'événement, de même que des scènes extérieures.  